# 개꿩
개꿩(학명: Pluvialis squatarola)은 물떼새과의 조류 중 한 종이다.
몸길이는 30cm가량, 몸무게 200~300g, 날개 폭은 71~83cm 정도이다. 이름은 꿩과 비슷하지만 꿩과는 달리 철새이며, 물가에서 생활한다. 수컷과 암컷의 깃털 색깔이 다른데, 수컷의 여름깃은 등 쪽이 검은색이고 아래등과 허리는 갈색, 흰색의 점 무늬가 있다. 배는 흰색이며 얼굴은 검다. 암컷은 몸 아랫면에 흰색의 얼룩무늬가 많다. 머리가 크며 잿빛 부리는 길다. 바닷가의 석호와 간석지, 담수호, 하천의 삼각주 지대에서 관찰되며, 먹이는 지렁이나 소형 어종, 갑각류 등이다. 번식기에는 툰드라 지대에서 서식한다. 대한민국에는 3~4월, 6~7월에 통과하는 모습을 볼 수 있다. 월동지는 인도나 호주이다. 아프리카 연안, 일본과 중국 연안, 알래스카, 말레이 반도 등지에서 서식한다.